# John Pitt

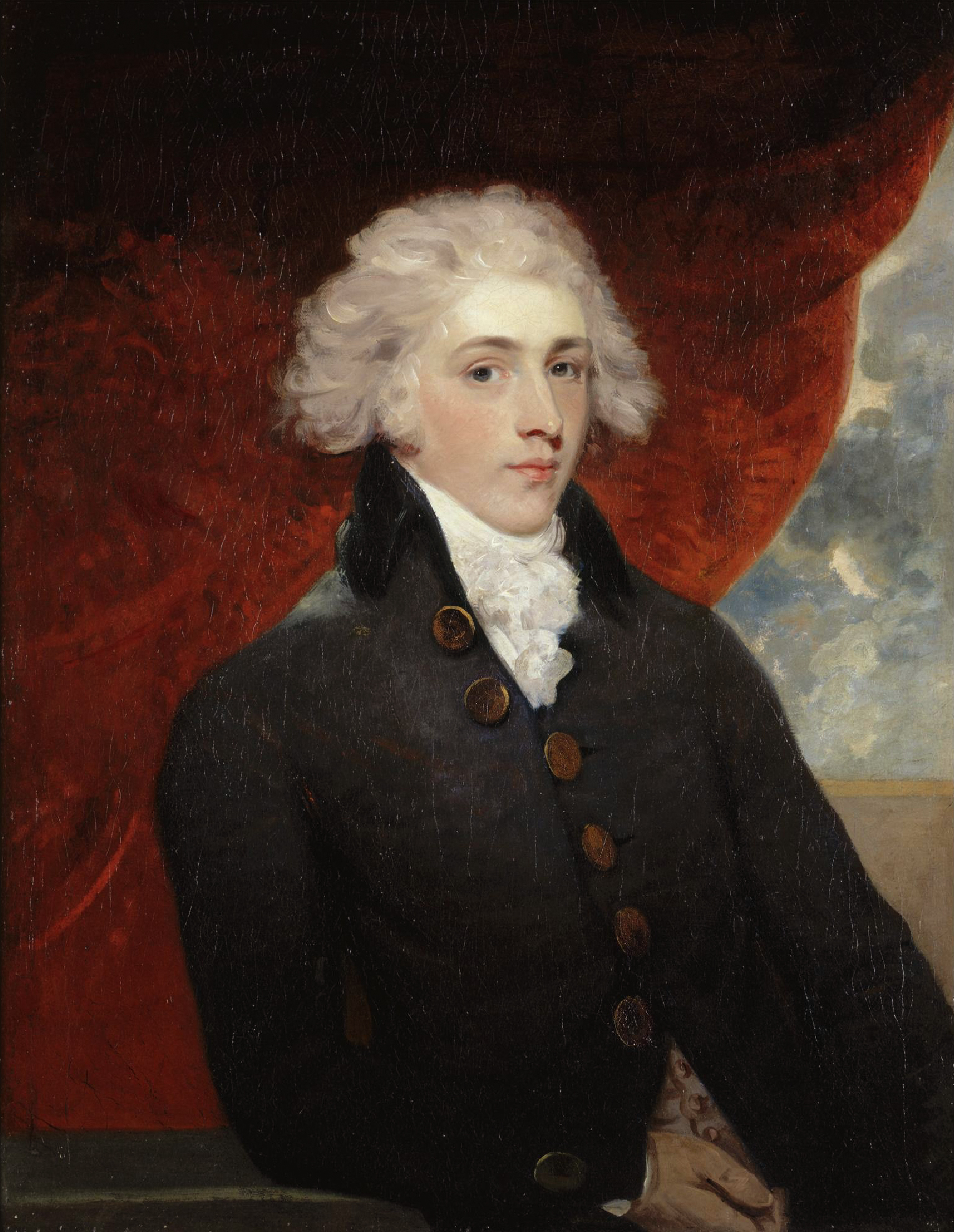
Lord Chatham

John Pitt, 2. hrabia Chatham KG (ur. 9 października 1756, zm. 24 września 1835 w Londynie) – brytyjski arystokrata, wojskowy i polityk, syn premiera Wielkiej Brytanii lorda Chathama i lady Hester Grenville, córki Richarda Grenville’a, starszy brat kolejnego premiera, Williama Pitta Młodszego.
Od 1766 r. nosił tytuł grzecznościowy "wicehrabiego Pitt". Po śmierci ojca w 1778 r. odziedziczył tytuł 2. hrabiego Chatham i zasiadł w Izbie Lordów. W 1788 r. został pierwszym lordem Admiralicji w gabinecie swojego brata. W latach 1794–1798 był Lordem Tajnej Pieczęci, w latach 1796–1801 Lordem Przewodniczącym Rady. W latach 1801–1806 i 1807–1810 był generałem artylerii. Po śmierci matki w 1803 r. został także 2. baronem Chatham.
Był generałem armii brytyjskiej w okresie wojen napoleońskich. Karierę wojskową zaczynał w 1774 r. w szeregach 47 pułku piechoty. W 1778 r. został porucznikiem 39 pułku piechoty. W 1779 r. otrzymał rangę kapitana 86 pułku piechoty. W 1792 r. został podpułkownikiem 3 pułku pieszego gwardii. W 1799 r. został pułkownikiem 4 pułku piechoty. Rangę generała uzyskał w 1812 r. W 1809 r. dowodził nieudaną wyprawą do Belgii, gdzie wojska brytyjskie zostały zmuszone od odwrotu przez epidemię malarii.
W latach 1805–1807 był gubernatorem Plymouth, a w latach 1820–1835 gubernatorem Gibraltaru. W 1790 r. został kawalerem Orderu Podwiązki. Od 1784 r. był członkiem Królewskiego Towarzystwa Starożytności.
10 lipca 1783 r. poślubił Mary Townshend (2 września 1762 – maj 1821), córkę Thomasa Townshenda, 1. wicehrabiego Sydney. Małżonkowie nie mieli razem dzieci. Wraz ze śmiercią Chathama w 1835 r. wygasły jego tytuły parowskie.